# Jean Saudé
Jean Saudé (1872-1931) est un graveur et maître enlumineur français de Paris, connu pour sa maîtrise de la technique du pochoir. 
Il se forme auprès d'André Marty dans les années 1890 avant de créer son propre atelier nommé Ibis. À partir de 1919, il participe à deux publications en tant que coloriste, Monsieur et, sous la direction d'Umberto Brunelleschi, La Guirlande. En 1925, il publie Le Traité d'enluminure d'art au pochoir, un guide de la technique du pochoir. Jean Saudé a réalisé des estampes pour des artistes tels que Kees van Dongen, ainsi que des éditeurs d'art comme la Maison Devambez.
Il meurt à Paris le 6 décembre 1931.